# Alun Owen

Alun Owen, de son vrai nom Alun Davies Owen, est un acteur et scénariste britannique né le 24 novembre 1925 à Menai Bridge (Pays de Galles) et mort le 6 décembre 1994 à Londres (Angleterre).

## Biographie
D'origine galloise, les parents d'Alun Owen déménagent à Liverpool lorsqu'il est encore un enfant, et c'est dans cette ville qu'il fait ses études,,.
Pendant la guerre, il est envoyé en évacuation au Pays de Galles, à Llangefni, puis dans le comté de Ceredigion, et il travaille comme Bevin Boy (en) dans les mines de charbon dans les Galles du Sud,,.
Il commence sa carrière comme assistant régisseur au théâtre, puis il devient acteur au théâtre et à la télévision, puis au cinéma ,.
Dans les années 1950, il commence à écrire pour le radio et la télévision et est rapidement reconnu pour la qualité de ses dialogues,,.

## Théâtre
- 1959 : The Rough and Ready Lot
- 1964 : A Little Winter Love
- 1965 : The Game
- 1967 : The Goose

## Filmographie

### scénariste (cinéma)
- 1960 : Les Criminels de Joseph Losey
- 1964 : Quatre garçons dans le vent de Richard Lester

### scénariste (télévision)
- 1959 : The Rough and Ready Lot (téléfilm)
- 1959-1962 : Armchair Theatre (6 épisodes)
- 1960 : BBC Sunday-Night Play (1 épisode)
- 1962 : Thirty Minute Theatre (1 épisode)
- 1962 : You Can't Win 'Em All (téléfilm)
- 1962-1963 : Corrigan Blake (7 épisodes)
- 1963 : First Night (2 épisodes)
- 1963 : Ruusutili (téléfilm)
- 1963 : The Stag (téléfilm)
- 1963 : Playdate (1 épisode)
- 1964 : A Local Boy (téléfilm)
- 1965-1967 : Theatre 625 (6 épisodes)
- 1966-1967 : Thirty-Minute Theatre (2 épisodes)
- 1967 : Geen tram meer naar het Zuidstation (téléfilm)
- 1967-1968 : Half Hour Story (4 épisodes)
- 1968 : The Ronnie Barker Playhouse (3 épisodes)
- 1968 : The Company of Five (1 épisode)
- 1968 : For Amusement Only (1 épisode)
- 1968-1970 : The Wednesday Play (2 épisodes)
- 1969 : Plays of Today (2 épisodes)
- 1969 : Hark at Barker
- 1969 : Male of the Species (téléfilm)
- 1969-1972 : ITV Saturday Night Theatre (7 épisodes)
- 1970 : Vinderen (téléfilm)
- 1971 : Play for Today (1 épisode)
- 1971 : The Ten Commandments (1 épisode)
- 1971-1974 : ITV Playhouse (3 épisodes)
- 1972 : Joy (téléfilm)
- 1972 : Joan (téléfilm)
- 1972-1976 : ITV Sunday Night Drama (2 épisodes)
- 1973 : Once Upon a Time (1 épisode)
- 1976 : Forget Me Not (6 épisodes)
- 1978 : Do You Remember? (1 épisode)
- 1978 : The Look (téléfilm)
- 1983 : Kisch Kisch (téléfilm)
- 1989 : The Play on One (1 épisode)
- 1990 : Come Home Charlie and Face Them (3 épisodes)

### acteur (cinéma)
- 1953 : Valley of Song (en) de Gilbert Gunn : Pritchard
- 1959 : Jet Storm de Cy Endfield : Green
- 1959 : Après moi le déluge de John Boulting : le producteur de télévision
- 1959 : In the Wake of a Stranger (en) de David Eady : Ferris
- 1963 : The Servant de Joseph Losey : le vicaire

### acteur (télévision)
- 1952 : Operation Diplomat : le sergent Lewis
- 1952 : The Broken Horseshoe : le barbier
- 1952-1957 : BBC Sunday-Night Theatre : George Hudson Jr (1957), / un policier (1952)
- 1955 : The Vise : Jimmy Trent
- 1955 : The Granville Melodramas : Edmund
- 1956 : Le Mouron Rouge : le premier garde
- 1957 : Before Your Very Eyes
- 1959 : A Quiet Man : Glyn
- 1968 : For Amusement Only : Mulcathy
- 1968 : The Ronnie Barker Playhouse : le pasteur
- 1978 : Hawkmoor : Ianto
- 1983 : Maybury : Jimmy Jordan

## Nominations
- Oscars du cinéma 1965 : nomination pour l'Oscar du meilleur scénario original (Quatre garçons dans le vent)